# Kostiantyn Skrypczenko
Kostiantyn Petrowycz Skrypczenko, ukr. Костянтин Петрович Скрипченко, ros. Константин Петрович Скрипченко, Konstantin Pietrowicz Skripczienko (ur. 13 grudnia?/26 grudnia 1915 w Śnieżnem w obwodzie Wojska Dońskiego, Imperium Rosyjskie, zm. 15 października 1967 w Połtawie, Ukraińska SRR) – ukraiński piłkarz, grający na pozycji obrońcy, trener piłkarski.

## Kariera piłkarska
Wychowanek klubu piłkarskiego w Śnieżnem. W 1936 rozpoczął karierę piłkarską w klubie Zenit Stalino. W 1937 został piłkarzem Stachanowca Stalino. Dalsze występy przerwał atak Niemiec na ZSRR. Uczestniczył w walkach na froncie wschodnim. Po zakończeniu II wojny światowej powrócił do Stachanowca. W 1946 został zaproszony do Dynama Kijów. W 1950 przeszedł do OBO Kijów, w którym zakończył karierę piłkarza w roku 1951.

## Kariera trenerska
Po zakończeniu kariery piłkarza rozpoczął pracę szkoleniowca. Najpierw trenował Łokomotyw Połtawa. Następnie jesienią 1954 został powołany do organizowania drużyny piłkarskiej Kołhospnyk Połtawa, z którą pracował do marca 1955. W 1962 prowadził Naftowyk Drohobycz. W sierpniu 1964 oraz od lipca do października 1965 pełnił obowiązki starszego trenera połtawskiego klubu.
15 października 1967 zmarł w Połtawie w wieku 52 lat.

## Sukcesy i odznaczenia

### Sukcesy trenerskie
Łokomotyw Połtawa
- finalista Pucharu Ukraińskiej SRR: 1953